# Велоспорт на літніх Олімпійських іграх 2020 — командна гонка переслідування (жінки)
Змагання в командній гонці переслідування серед жінок на літніх Олімпійських іграх 2020 відбувалися 2–3 серпня 2021 року на велодромі Ідзу. Змагалися 32 велосипедистки (8 команд по 4) з 8 країн.

## Передісторія
Це буде 3-тя поява цієї дисципліни на Олімпійських іграх. Її проводили на кожній літній Олімпіаді починаючи з 2012 року.
Чинні олімпійські чемпіонки - Кеті Арчибальд, Лора Кенні, Елінор Баркер і Джоанна Роуселл Шенд з Великої Британії. Велика Британія виграла ці змагання на обох попередніх Олімпіадах, і обидва рази в її складі були Кенні та Роуселл Шенд. Чинні чемпіонки світу (2020) - Дженіфер Валенте, Хлоя Дагерт, Емма Вайт і Ліллі Вільямс зі США.

## Кваліфікація
Національний олімпійський комітет (НОК) може виставити на змагання з командного переслідування щонайбільше 1 команду з 4 велосипедисток. Квоти одержує НОК, який сам вибирає велосипедисток, що візьмуть участь у змаганнях. Всі квоти розподілено відповідно до світового рейтингу UCI за країнами за 2018-2020 роки. Вісім НОК з найвищим рейтингом кваліфікувались на змагання. Команди цих країн також автоматично кваліфікувались у медісоні. Оскільки кваліфікація завершилась до закінчення Чемпіонату світу з велоспорту на треку 2020 1 березня 2020 року (останнє змагання, що могло змінити рейтинг 2018-20 років), то пандемія COVID-19 на кваліфікацію не вплинула.

## Формат змагань
У командній гонці переслідування беруть участь дві команди з чотирьох велосипедисток. Кожна команда стартує на протилежних боках треку. Є два способи виграти: здолати 16 кіл (4 км) до того, як це зробить інша команда, або ж її наздогнати на треку. Час кожної команди визначається третьою велосипедисткою, що перетнула фінішну позначку; четвертій велосипедистці не обов'язково фінішувати.
Змагання складаються з трьох раундів :
- Відбірковий раунд: кожна команда стартує роздільно на час, щоб визначити посів. Поборотися за золоту медаль можуть лише 4 найкращі команди; команди, що посіли 5-те та нижчі місця, зможуть боротися тільки за бронзу.
- Перший раунд: чотири заїзди по 2 команди. Команди, що у відбірковому раунді посіли перші 4 місця, посіяні одна проти одної (1-ша проти 4-ї, а 2-га проти 3-ї), а ті, що посіли 4 останні місця, посіяні також одна проти одної (5-та проти 8-ї, а 6-та проти 7-ї). Переможниці серед перших чотирьох команд виходять до фіналу за золоті медалі. Інші 6 команд класифікуються за часом і потрапляють до відповідних наступних фіналів.
- Фінали: чотири заїзди по 2 команди  в кожному: за золоту медаль, за бронзову, за 5-те місце і за 7-ме місце.

## Розклад
Змагання в цій дисципліні відбуваються впродовж двох днів поспіль.
| З | Попередні заїзди | ЧФ | Чвертьфінали | ПФ | Півфінали | Ф | Фінали |

| Дата →                                | 2 сер | 2 сер | 2 сер | 3 сер | 3 сер | 3 сер | 4 сер | 5 сер | 5 сер | 5 сер | 5 сер | 6 сер | 6 сер | 7 сер | 7 сер | 8 сер | 8 сер | 8 сер | 8 сер |
| ------------------------------------- | ----- | ----- | ----- | ----- | ----- | ----- | ----- | ----- | ----- | ----- | ----- | ----- | ----- | ----- | ----- | ----- | ----- | ----- | ----- |
| Командна гонка переслідування (жінки) | З     | З     | З     | ПФ    | Ф     | Ф     |       |       |       |       |       |       |       |       |       |       |       |       |       |

### Перший раунд
| Місце | Заїзд | Країна                | Велогонщиці                                                          | Результат | Примітки |
| ----- | ----- | --------------------- | -------------------------------------------------------------------- | --------- | -------- |
| 1     | 4     | Німеччина (GER)       | Франциска Брауссе Ліза Бреннауер Ліза Кляйн Міке Крьогер             | 4:06.159  | QG, WR   |
| 2     | 3     | Велика Британія (GBR) | Кеті Арчибальд Лора Кенні Елінор Баркер Джосі Найт                   | 4:06.748  | QG       |
| 3     | 3     | США (USA)             | Меган Джастраб Дженіфер Валенте Хлоя Дагерт Лілі Вільямс             | 4:07.562  | QB       |
| 4     | 2     | Канада (CAN)          | Еллісон Беверидж Аріан Бономм Енні Форман-Маккі Джорджія Сіммерлінг  | 4:09.249  | QB       |
| 5     | 1     | Австралія (AUS)       | Джорджія Бейкер Аннетт Едмондсон Ешлі Анкудінов Мев Плуфф            | 4:09.992  |          |
| 6     | 4     | Італія (ITA)          | Еліза Бальзамо Летиція Патерностер Ракеле Барб'єрі Вітторія Гуацціні | 4:10.063  |          |
| 7     | 1     | Нова Зеландія (NZL)   | Голлі Едмондстон Брайоні Бота Рашлі Б'юкенен Джеймі Нільсен          | 4:10.223  |          |
| 8     | 2     | Франція (FRA)         | Маріон Боррас Коралі Демай Валентін Фортен Марі ле Нет               | 4:11.888  |          |

### Фінали
| Місце                    | Країна                | Велогощиці                                                           | Результат | Примітки |
| ------------------------ | --------------------- | -------------------------------------------------------------------- | --------- | -------- |
| Фінал за золоту медаль   |                       |                                                                      |           |          |
| 1                        | Німеччина (GER)       | Франциска Брауссе Ліза Бреннауер Ліза Кляйн Міке Крьогер             | 4:04.242  | WR       |
| 2                        | Велика Британія (GBR) | Кеті Арчибальд Лора Кенні Ніа Еванс Джосі Найт                       | 4:10.607  |          |
| Фінал за бронзову медаль |                       |                                                                      |           |          |
| 3                        | США (USA)             | Меган Джастраб Дженіфер Валенте Хлоя Дагерт Емма Вайт                | 4:08.040  |          |
| 4                        | Канада (CAN)          | Еллісон Беверидж Аріан Бономм Енні Форман-Маккі Джорджія Сіммерлінг  | 4:10.552  |          |
| Фінал за 5-те місце      |                       |                                                                      |           |          |
| 5                        | Австралія (AUS)       | Джорджія Бейкер Аннетт Едмондсон Ешлі Анкудінов Мев Плуфф            | 4:11.032  |          |
| 6                        | Італія (ITA)          | Еліза Бальзамо Летиція Патерностер Мартіна Альціні Вітторія Гуацціні | 4:11.108  |          |
| Фінал за сьоме місце     |                       |                                                                      |           |          |
| 7                        | Франція (FRA)         | Віктуар Берто Маріон Боррас Валентін Фортен Марі ле Нет              | 4:10.388  |          |
| 8                        | Нова Зеландія (NZL)   | Голлі Едмондстон Брайоні Бота Кірсті Джеймс Джеймі Нільсен           | 4:10.600  |          |